# Parque nacional Isla Holbourne
Isla Holbourne es un parque nacional en Queensland (Australia), ubicado a 983 km al noroeste de Brisbane. La Isla Holbourne está ubicada a unos 983 km al noroeste de Brisbane. Este parque nacional fue establecido en 1982 y cubre un área de aproximadamente 0,34 km². La isla es conocida por ser un santuario natural para aves y un área de anidación para tortugas.

## Datos
- Área: 0,34 km²
- Coordenadas: 19°43′44″S 148°21′29″E / -19.72889, 148.35806
- Fecha de Creación: 1982
- Administración: Servicio para la Vida Salvaje de Queensland
- Categoría IUCN: II